# Galena (cantante)
Galina Vicheva Gencheva (en búlgaro: Галина Вичева Генчева; 21 de mayo de 1985, Smyadovo, Bulgaria), más conocida por su nombre artístico Galena (Галена), es una cantante búlgara de pop-folk y música tradicional balcánica.

## Biografía
Galena nació en Smyadovo el 21 de mayo de 1985 y asistió a la escuela de música en Shumen en canto popular. Después de dos años se trasladó a la escuela de música en Dimitrovgrad. Galena fue descubierta por el cantante de Svilengrado Milko Kalaidjiev.
El 14 de febrero de 2008 se comprometió con su novio Galin y el 22 de junio de 2009 Galena dio la luz a su primer hijo.

## Carrera musical
Comenzó su carrera en 2003 como Galia y con este nombre grabó su primer sencillo "Možeš li", pero su primer álbum de estudio no llegó hasta 2006, el autotitulado Galena, mediante Payner Music. En febrero de 2007 fue elegida por la cadena de televisión Planeta como la "cantante más sexy" de 2006 y tuvo gran éxito su sencillo "Namerih te" (Te encontré) a dúo con Boris Dali, que se convirtió en el éxito del verano en Bulgaria.
Sin embargo, en ese mismo año apareció un vídeo pornográfico casero en el que aparecía Galena en una bañera realizando sexo oral a su novio, lo que tuvo un gran impacto en Bulgaria. Incluso, la revista Glamour lo calificó en diciembre como "producto del año". Posteriormente, y pese al escándalo, la propia Galena admitió que la proliferación del vídeo ayudó a impulsar su carrera musical.
En 2008 publicó su segundo álbum de estudio, Sled 12 (Después de las 12) y en 2010 su tercer disco, titulado Oficijalno zabranen (Oficialmente prohibido). De este último álbum se extrajeron, entre otros, el exitoso sencillo "Na dve golemi", cuyo videoclip fue grabado por Niki Nankov, o "Tiho mi pazi". Durante esos años, Galena realizó varias colaboraciones con cantantes como Malina, Preslava y Andrea con en el sencillo "Bljasăk na kristali" (El brillo de los cristales), cuyo videoclip fue rodado en el Mar Negro. Además, tanto Galena como Andrea protagonizaron una exitosa campaña de publicidad de la compañía de mastika búlgara Peshtera, que usaba la melodía y temática de "Blyasak na kristali". A finales de 2010, Galena fue nombrada "Ídolo folk" de 2010 por los lectores del portal búlgaro Signal.bg por delante de artistas como Preslava, Anelia o Tsvetelina Yaneva.
Galena grabó un videoclip con Preslava para el sencillo "Khaĭde, otkazhi me", que fue incluido en el álbum de Preslava. Las dos artistas fueron a grabar el videoclip a Dubái. Pese a que el sencillo se convirtió en un éxito, los medios de comunicación y los seguidores criticaron el videoclip y el supuesto alto coste que tuvo. El 12 de diciembre de 2011 la cantante publicó su cuarto álbum, titulado Az, (Yo), álbum que fue masivamente promocionado por su discográfica. El lanzamiento del álbum estaba previsto para el 4 de diciembre, pero fue retrasado por razones técnicas, según informó Payner, el sello discográfico de la cantante búlgara. Sin embargo, ese mismo día se lanzó el videoclip del sencillo "Az" que da título al álbum. El disco, de dieciséis canciones, fue lanzado con un DVD promocional y una portada en efecto 3D.
En enero de 2012, el popular portal Signal.bg nombró a Galena "Idolo folk" de 2011, por segundo año consecutivo, tras una encuesta realizada a sus lectores. La cantante aventajó a Preslava, segunda clasificada, en más de trescientos votos. En junio de 2012 anunció su próxima colaboración con el productor rumano Costi Ionita, quien ya había trabajado anteriormente con las búlgaras Andrea y Cvetelina Yaneva. En agosto de 2012, Galena lanzó su nuevo sencillo "Chik Chik (Mnogo mi otivash)" producido por Costi.

## Discografía
- 2006: Galena
- 2008: Sled 12 (Después de las doce)
- 2010: Oficialno zabranen (Oficialmente prohibido)
- 2011: Az (Yo)
- 2015: Koj (Quién)